# Il'ja Gaponov
Il'ja Sergeevič Gaponov (in russo Илья Сергеевич Гапонов?; trasl. angl. Ilya Gaponov; Orël, 25 ottobre 1997) è un calciatore russo, difensore del Kryl'ja Sovetov Samara.

## Caratteristiche tecniche
È un difensore centrale.

## Carriera

### Club
Ha giocato nella prima divisione russa.

### Nazionale
Ha giocato nella nazionale russa Under-21.